# آنخل مورالس (بازیکن فوتبال اسپانیایی)
آنخل مورالس (انگلیسی: Ángel Morales؛ زادهٔ ۱۳ ژوئیهٔ ۱۹۷۵) بازیکن فوتبال اهل اسپانیا است.
از باشگاه‌هایی که در آن بازی کرده‌است می‌توان به باشگاه فوتبال هرکولس، باشگاه فوتبال اسپانیول، باشگاه فوتبال دپورتیوو آلاوس، باشگاه خیمناستیک تاراگونا، و باشگاه فوتبال گرانادا اشاره کرد.
وی همچنین در تیم ملی فوتبال کاتالونیا بازی کرده‌است.